# Brachybotrys
- Commons
- Wikispecies

Brachybotrys é um gênero de plantas pertencente à família Boraginaceae.